# Zygodon ligulatus
Zygodon ligulatus là một loài rêu trong họ Orthotrichaceae. Loài này được (Spruce) Müll. Hal. mô tả khoa học đầu tiên năm 1851.